# Laßnitzhöhe
Laßnitzhöhe – uzdrowiskowa gmina targowa w Austrii, w kraju związkowym Styria, w powiecie Graz-Umgebung. Według danych Austriackiego Urzędu Statystycznego liczyła 2691 mieszkańców (1 stycznia 2015).